# Arzuiyeh (Verwaltungsbezirk)
Arzuiyeh (persisch شهرستان ارزوئیه) ist ein Schahrestan in der Provinz Kerman im Iran. Er enthält die Stadt Arzuiyeh, welche die Hauptstadt des Verwaltungsbezirks ist. 

## Demografie
Bei der Volkszählung 2016 betrug die Einwohnerzahl des Schahrestan 38.510. Die Alphabetisierung lag bei 81 Prozent der Bevölkerung. Knapp 18 Prozent der Bevölkerung lebten in urbanen Regionen.
| Zensusjahr | Einwohnerzahl |
| ---------- | ------------- |
| 2011       | 41.979        |
| 2016       | 38.510        |